# Julius Caesar (film 1908)
Julius Caesar è un cortometraggio muto del 1908 diretto e prodotto da James Stuart Blackton e William V. Ranous. Tratto dalla tragedia di William Shakespeare, era interpretato da Charles Kent e da William Shea.

## Produzione
La casa di produzione Vitagraph produsse il film nel 1908.

## Distribuzione
La Vitagraph lo fece uscire nelle sale statunitensi il 1º dicembre 1908, anche con il titolo alternativo Julius Caesar, an Historical Tragedy. Il film viene considerato perduto.